# Acațiu Barcsay
Acațiu Barcsay (în maghiară Barcsay Ákos, Acațiu de Bârcea sau Bocea Ionaș - cum l-a numit domnitorul Gheorghe Ștefan), (n. 1619, Comitatul Hunedoara, Regatul Ungariei – d. iulie 1661, Cozma, Mureș, România) a fost principe al Transilvaniei între 1658-1660.

## Biografie
Familia sa, de origine română, provenea din zona Devei. Tatăl său, Sándor (Alexandru) Barcsay, a trecut la calvinism. Mama sa era Erzsébet Palatics. Acațiu însuși era un fervent calvinist și a intervenit în chestiuni teologice încercând să îndrume biserica Ortodoxă din Transilvania către calvinismul îmbrățișat atunci de majoritatea maghiarilor transilvăneni.
Acațiu Barcsay a avut o lungă carieră diplomatică în serviciul principilor Gheorghe Rákóczi I, și fiului său, Gheorghe Rakoczi al II-lea la Istanbul (octombrie 1654) și, în mai multe rânduri, în Muntenia și Moldova (la curțile domnilor Matei Basarab, Vasile Lupu și Gheorghe Ștefan), fiind avantajat de buna cunoaștere și a limbilor română, turcă otomană, greacă. Ca răsplată pentru serviciile sale a fost numit in 1644 ban al Lugojului și Caransebeșului, iar, mai târziu în 1650, comite suprem al Hunedoarei. A fost de asemenea membru in locotenența princiară în perioada din 1657 în care Rakoczi a fost plecat in campania nereușită din Polonia și președinte al Tablei Princiare (organ suprem de judecată al principatului transilvan).
După eșecul expediției militare din Polonia a lui Gheorghe Rakoczi al II-lea în 1658 a fost numit de Înalta Poartă ca principe al Transilvaniei, la 7 octombrie 1658. Acațiu nu a intervenit să oprească cedarea Banatul de Lugoj-Caransebeș, care a fost alipit Pașalâcului Timișoara, deși fusese ultimul ban al acestuia.
Acațiu Barcsay a primit însă condiționat tronul, urmând să abdice în cazul în care Gheorghe Rakoczi al II-lea ar fi intrat iarăși în grația turcilor. În confruntarea cu Barcsay și cu turcii Gheorghe Rakoczi al II-lea a căzut rănit grav în bătălia de la Florești și a murit curând la Oradea (1660). Partizanii lui Barcsay s-au regrupat sub steagul lui Ioan Kemény, care voia pentru sine tronul și care se confruntă cu Acațiu Barcsay lângă Ormeniș. Acațiu Barcsay, învins, abdică la 31 decembrie 1660 și își absolvă susținătorii de jurământul de supunere. Este luat apoi prizonier și condamnat la închisoare în fortăreața Chioar (Kövár).
A fost ucis în timpul escortării spre locul de detenție, în primele zile ale lui 1661.
Deși aflat în circumstanțe dificile, între interesele nobililor maghiari și presiunile Porții Otomane, Acațiu s-a dovedit ezitant pe plan politic făcând, în final, prin activitatea sa un deserviciu, atât principatului Transilvaniei cât și comunității românești prin măsurile de calvinizare forțată luate.

## Merite culturale

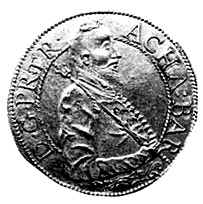
Sigiliu

Pe cheltuiala sa a fost tipărit în anul 1648 Alba Iulia o nouă ediție a catehismului calvin al profesorului Alstedius, cea dintâi carte publicată în limba română cu litere latine, dar ortografie maghiară, lucrare tradusă de Ștefan Fogarasi. De asemenea, deși a impus influența calvină clerului ortodox român, a scutit pe preoții ortodocși de plata impozitelor către vistieria principatului și a intervenit in numeroase cazuri pentru promovarea în rândurile nobilimii principatului a unor fruntași români.

## Monumentul de la Deva
În anul 2011 a fost dezvelit un bust al lui Acațiu Barcsay în fața Palatului Administrativ din Deva. Monumentul a fost demolat în 29 decembrie 2014, în urma unui proces intentat de un cetățean care a reclamat faptul că bustul a fost ridicat fără forme legale.